# Damien Bancal
Pour les articles homonymes, voir Bancal.
Damien Bancal, né le 6 février 1972, à Saint-Flour, dans le Cantal, est un journaliste français traitant des articles au sujet de la délinquance informatique. Il est notamment le fondateur du site web zataz.com.

## Biographie
Après l'obtention, en 1995, de son baccalauréat économique au lycée Jean-Bart de Dunkerque, il suit les cours de l'Institut supérieur de communication et publicité de Lille (BTS en communication et publicité) puis de l'HEIG de Bordeaux, d'où il sort en 1999 avec une maîtrise en publicité et communication,.
En 1990, Damien Bancal lance le fanzine CJC (Contre les jeux cons), qui sera renommé Cocoon, puis CCC (Croco Computer Club, clin d'œil au Chaos Computer Club allemand), et enfin HES (Hackito ergo sum). C'est en 1998 qu'avec Éric Romang lui vient l'idée d'explorer le format web ; quelques mois plus tard zataz.com était en ligne.
Damien Bancal est petit à petit arrivé à se frayer une réputation médiatique d'expert en matière de délinquance informatique[réf. nécessaire], qu'il a réussi à obtenir grâce à son métier de journaliste : il a en effet travaillé dans un grand nombre de rédactions (01Net, La Voix du Nord, Europe 2, Capital sur M6, etc.), et il fut longtemps un des rares journalistes à s'intéresser à la délinquance informatique. En plus de ses livres et de Zataz, il est régulièrement invité dans des émissions de radio et de télévision. L'hebdomadaire Le Monde 2 lui a en outre consacré un article dans lequel il revient sur sa carrière et sur le sens de son travail. Depuis le mois de septembre 2009, il est chroniqueur dans l'émission hebdomadaire Brunch, diffusée par la chaîne de télévision régionale France 3 Nord-Pas-de-Calais Picardie.
Damien Bancal a par ailleurs fondé le site web stars-buzz.com,, mêlant information people et nouvelles technologies.

## Polémiques et affaires

### Fermeture AlloTracker
(mars 2021).
Damien Bancal a posté un article sur le tracker AlloTracker. Disant qu'il était engagé dans le trafic de copies de contenu illégal. L'administrateur de AlloTracker a eu la lourde décision de le fermer pour éviter tout problème. Depuis cette fermeture Damien Bancal a modifié de nouveau son article en disant que AlloTracker était en étroite collaboration avec Serenity / Addicted,.

### Relations avec le milieuundergroundduhacking
Damien Bancal est, depuis toujours, vivement critiqué dans le milieu underground du hacking, pour son travail, son attitude ambigüe vis-à-vis de ce milieu et certains de ses propos.
Par exemple, il était à une époque surnommé « l'ami des pirates » ou « le Chevalier Blanc d'Internet » par la presse généraliste. Il cherchait à infiltrer ce milieu pour ensuite publier des articles, qui souvent prenaient quelque distance avec la réalité. Le magazine électronique underground Cryptel a dénoncé cette attitude ambigüe dans un article au ton très vindicatif paru dans son quatrième numéro (daté de mai 1999). D'autres sites web ont également fait état de critiques analogues, de même que d'autres magazines électroniques underground, comme Headlights par exemple.

### Fermeture demadchat.org
Au début de l'année 2001, deux jeunes mineurs Versaillais sont arrêtés pour fraude aux télécommunications (piratage d'un PABX). Ils déclarent alors avoir pour cela suivi des indications trouvées dans le magazine électronique underground Cryptel qu'ils avaient téléchargé sur le site web madchat.org. La police cherche alors à contacter les responsables de ce site, et en premier lieu Damien Bancal, malgré le fait qu'il n'était en réalité que le contact administratif (whois) de ce site administré par d'autres personnes. Il ne sera finalement pas inquiété, et madchat.org rouvrit par ailleurs ses portes l'été suivant, soit six à huit mois plus tard.

### Méthodes d'obtention de diffusion de l'information
Bien que Damien Bancal affirme actuellement suivre un protocole strict en ce qui concerne l'obtention et la diffusion d'informations concernant des faits de piratage, son attitude est fréquemment remise en question.
Ainsi par exemple en 1999, Michel Meyer, alors PDG de Multimania a vivement critiqué Damien Bancal et a qualifié ses méthodes d'illégales.

### Procès de Zataz à la suite de la plainte de Forever Living Products
À la suite de la publication d'un article relatant une défaillance de sécurité d'une entreprise vulnérable (Forever Living Products) (faille ayant pour conséquence l'accès à des données de la société via un moteur de recherche FTP public situé en Russie) publié sur le site Zataz.com, Damien Bancal se retrouva face à la justice. En effet, après l'avoir remercié pour son aide, la société Forever Living Product a porté plainte en décembre 2008 amenant Damien Bancal devant les tribunaux. D'abord au civil (pour le forcer à retirer l'article de son site) et ensuite face au tribunal pénal (où il était poursuivi pour diffamation).
L'argument de la multinationale fut que, si Damien Bancal avait eu accès aux données de la société, il n'avait pu le faire qu'en piratant leur site web.
Damien Bancal a été d'abord condamné au civil et relaxé au pénal. Damien Bancal a alors fait appel de sa condamnation civile et Forever Living Product fait appel de la relaxe au pénal.
En seconde instance, Damien Bancal a été condamné au civil à retirer l'article et à rembourser 3 500 euros de frais de justice à la multinationale. Zataz a alors sollicité la générosité de son lectorat pour payer avocat et frais occasionnés par l'affaire judiciaire, qui atteindraient selon lui plus de 10 000 euros. La somme d'environ 4 000 euros fut récoltée.
Face à cette mauvaise publicité, Forever Living Product s'est désisté dans le procès pénal et s'est engagé à ne pas réclamer les 3 500 euros à Damien Bancal. Damien Bancal a donc été relaxé lors de l'audience au tribunal correctionnel.

### Fuite de données médicales
En février 2021, Damien Bancal révèle que les données médicales confidentielles (noms, numéro de sécurité sociale, groupe sanguin, état de santé...) de 491 840 personnes ont été rendus visibles sur Internet. Les données proviendraient d'une trentaine de laboratoires de biologie médicale français, pour la plupart situés dans les départements du Morbihan, de l'Eure, de la Loire, du Loir-et-Cher et des Côtes d'Armor. Outre leur proximité géographique, ces laboratoires ont tous en commun leur utilisation du logiciel Mega-Bus, commercialisé par la société Dedalus France. À la suite de cette révélation, la Cnil (Commission nationale de l'informatique et des libertés) annonce lancer une enquête afin de vérifier l'ampleur de la fuite.

## Publications

### Ouvrages
- 2001 : Hackers et pirates sur Internet, Desmaret, coll. « Comportement », Strasbourg, 186 p.  (ISBN 2-913675-09-3)
- 2002 : Hackers ! Le 5e pouvoir : Qui sont les pirates de l'Internet ?, avec Yannick Chatelain et Loïc Roche, Maxima, Paris, 171 p.  (ISBN 2-84001-302-9)

### Articles et contributions
- 2001 : « Le défacement, piratage en vogue », dans Technologies internationales, ADIT, no 80, décembre 2001-janvier 2002, p. 33–36  (ISSN 1165-8568)
- 2003 : « Pirates, le Web en danger », dans Copyright / Copywrong : Actes du colloque, Le Mans / Nantes / Saint-Nazaire, février 2000, MeMo, Nantes, 252 p.  (ISBN 2-910391-43-4)
- 2004 : « À l'abordage des films via internet », dans Les Nouveaux Dossiers de l'audiovisuel, Institut national de l'audiovisuel, no 1 « Piratage : Arme de destruction massive de la culture ? », septembre-octobre 2004, p. 22–23  (ISSN 1769-101X)